# Acantherpestes
Acantherpestes is een geslacht van uitgestorven geleedpotigen uit de klasse van de Diplopoda (miljoenpoten).

## Kenmerken
Deze reusachtige miljoenpoot had korte, gespleten poten. De lichaamslengte bedroeg ongeveer twintig centimeter.

## Soorten
- Acantherpestes brodiei Scudder 1882 †
- Acantherpestes foveolatus Fritsch 1899 †
- Acantherpestes gigas Fritsch 1895 †
- Acantherpestes inequalis Scudder 1890 †
- Acantherpestes major Meek & Worthen 1868 †
- Acantherpestes ornatus Fritsch 1899 †
- Acantherpestes vicinus Fritsch 1899 †